# زبان لوگاندا
زبان لوگاندا یا گاندا یک زبان عمده در کشور اوگاندا است. این زبان از سوی قوم بوگاندا و شماری دیگر از مردمان جنوب این کشور از جمله در کامپالا پایتخت این کشور رواج دارد. این زبان وابسته به شاخهٔ بانتو از خانوادهٔ زبان‌های نیجر-کنگو است.